# Graphiphora assimulans
Graphiphora assimulans là một loài bướm đêm trong họ Noctuidae.